# 詹姆斯敦 (印地安納州)
詹姆斯敦（英語：Jamestown）是一個位於美國印地安納州布恩縣與亨德里克斯縣的城鎮。

## 地理
詹姆斯敦的座標為39°55′34″N 86°37′39″W / 39.92611°N 86.62750°W，而該地的平均海拔高度為290米（即951英尺）。

## 人口
根據2010年美國人口普查的數據，詹姆斯敦的面積為2.27平方千米，均為陸地。當地共有人口958人，而人口密度為每平方千米422人。